# Torre delle Dodici
La Torre delle Dodici (Zwölferturm in tedesco) è un'antica torre medievale della città di Vipiteno in Alto Adige.

## Storia
La torre venne eretta tra il 1468 e il 1472 al posto della Porta Superiore su progetto di Hans Feur von Sterzing. Un incendio divampato il 3 ottobre 1867 distrusse la guglia gotica originaria che fu sostituita con l'attuale tetto in pietra con motivo merlato. La struttura ha ospitato per molti anni la sede locale dei vigili del fuoco.

## Descrizione
La torre presenta un'altezza di 46 metri. Divide la Città Nuova (Neustadt) dalla Città Vecchia (Altstadt).